# WAGR X 級

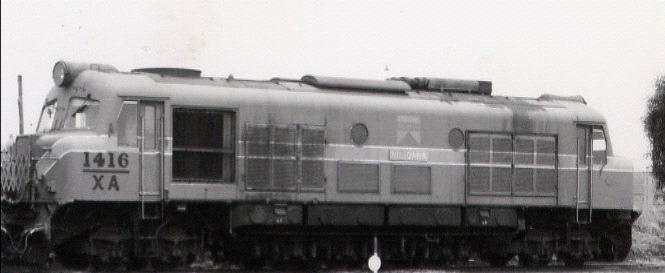
The WAGR XA class

WAGR X 級はベイヤー・ピーコックとメトロポリタン＝ヴィッカースによって1954年から1956年にかけて西オーストラリア国営鉄道向けに建造されたディーゼル機関車である。48台が生産され16台が電車と協調するXA級に改造された。

## 仕様
- Running numbers:
  - X class, 1001 - 1032
  - XA class, 140l - 1416
- Rail gauge, 3' 6" (1067mm)
- Wheel arrangement, 2-Do-2 (4-8-4)
- Engine, Crossley HST V8
- Power output, 1045 bhp (779 KW) or  1105 bhp (825 KW), sources differ - the lower figure may be net of power taken by auxiliaries
- 変速機、電気装置 4台のメトロポリタンヴィッカース製モーター
- 重量 80 tons

## 保存
1台のX級と5台のXA級が保存されている。